# Chusan (Schiff)
Die Chusan war ein 1950 in Dienst gestelltes Passagierschiff der britischen Peninsular and Oriental Steam Navigation Company, das für die Reederei auf der Linienstrecke nach Indien und Japan im Einsatz stand. 1973 ging das Schiff zum Abbruch nach Taiwan.

## Geschichte
Die Chusan wurde im Februar 1947 unter der Baunummer 1856 in der Werft von Vickers in Furness auf Kiel gelegt und lief am 28. Juni 1949 vom Stapel. Nach der Ablieferung an die Peninsular and Oriental Steam Navigation Company im September 1950 nahm sie am 15. September 1950 den Liniendienst von London nach Bombay auf. Später lief das Schiff neben Indien auch Japan an.
Am 12. Juni 1953 kollidierte die Chusan vor den Goodwin Sands mit dem Frachtschiff Prospector und erlitt hierbei ein 7,9 Meter umfassendes Leck im Rumpf. Die Reparaturarbeiten wurden innerhalb von nur zwei Tagen in London durchgeführt. Im März 1955 musste das Schiff einen unplanmäßigen Zwischenstopp in Port Said einlegen, nachdem einer der Passagiere an Pocken erkrankt war und von Bord gebracht werden musste.
Neben dem Liniendienst stand die Chusan gelegentlich auch für Kreuzfahrten im Einsatz, darunter ab April 1954 zu einer 92-tägigen Weltreise. Nachdem der Liniendienst nach Indien durch P&O 1970 eingestellt worden war, war das Schiff fast ausschließlich für Kreuzfahrten im Einsatz, darunter zwischen Dezember 1971 und Januar 1972 für Reisen ab Kapstadt.
Am 26. März 1973 endete die letzte Reise der Chusan mit Passagieren im Hafen von Southampton. Sie wurde ausgemustert und zunächst an das japanische Unternehmen Mitsui Bussan verkauft, das sie wiederum zum Abbruch an die Chou’s Iron and Steel Company in Taiwan veräußerte. Am 1. Juli 1973 traf das Schiff in der Abwrackwerft in Kaohsiung ein, wo ab September 1973 der Abbruch begann.